# Petyr Baelish
Petyr Baelish es un personaje ficticio de la saga de libros Canción de hielo y fuego del escritor estadounidense George R. R. Martin. En la serie adaptada de los libros producida por HBO es interpretado por Aidan Gillen.
También conocido como «Meñique», Lord Petyr Baelish es el actual cabeza de la Casa Baelish de Harrenhal, Señor de las Tierras de los Ríos y Lord Protector del Valle de Arryn. Anteriormente fue Consejero de la Moneda de los reyes Robert Baratheon y Joffrey Baratheon.

## Descripción
Lord Petyr Baelish, más conocido como «Meñique», se nos presenta como un personaje perteneciente a la baja alcurnia de la región del Valle de Arryn. Consciente de su baja posición, Petyr Baelish desarrolló desprecio por la sociedad de clases de Poniente, al observar como su amada Catelyn Tully nunca podría casarse con él al pertenecer a una casa noble menor. La concepción política de Lord Baelish es que el caos es una oportunidad de crecimiento, y por ello sus acciones e intrigas van en ese propósito.
Lord Petyr Baelish se nos muestra como un personaje maquiavélico y experto en la intriga, es además proxeneta y hábil negociador. Utilizando el papel de un hombre inofensivo y servicial, Petyr ascendió desde lo bajo del escalafón a base de talento e ingenio para medrar hasta lo más alto. La personalidad e intenciones de Petyr son un misterio para todos los que le rodean. Se trata de un hombre calculador, increíblemente astuto, cínico y experto en las intrigas, cuyos talentos solo se equiparan a su ambición.

El caos no es un foso, es una escalera. Muchos intentan subirla y fracasan y nunca podrán hacerlo de nuevo, pues la caída los destroza. Pero otros, si se les deja subir, se aferrarán al reino, o a los dioses, o al amor... espejismos. Solo la escalera es real... el ascenso es todo lo que hay.
Petyr Baelish en Game of Thrones

## Historia
Petyr nació en el seno de la Casa Baelish de Los Dedos, una casa de importancia insignificante en la región de Los Dedos, en el Valle de Arryn. Su padre tenía unas menguadas y pobres tierras en la región de Los Dedos pero era amigo personal de Lord Hoster Tully, Señor de las Tierras de los Ríos, a quien conoció durante la Guerra de los Reyes Nuevepeniques, de modo que Lord Hoster tomó al pequeño Petyr como pupilo y se lo llevó a Aguasdulces.
Petyr se crio junto a los hijos de Lord Hoster: Catelyn, Lysa y Edmure. Este le dio el apodo de «Meñique» por su delgada complexión y por las menguadas posesiones de su padre en Los Dedos. Petyr trabó gran amistad con los hijos de Lord Tully, sobre todo con Catelyn Tully, la hija mayor, pese a que ella solo llegó a verlo como un hermano.
Cuando Petyr se enteró de que Catelyn se iba a casar con Brandon Stark, hermano mayor de Ned Stark, le retó a un duelo por su mano. Duelo que perdió rápidamente y que alcanzó a dejar en Petyr  una gran cicatriz en la barriga. Pero su muerte sería evitada por la intervención de Catelyn Tully  imploró que no lo matase. Tras este suceso, Catelyn no volvió a hablar con Petyr y él quedó convaleciente recuperándose de sus heridas. Por otro lado, Lysa, la hermana pequeña de Catelyn, estaba enamorada de Petyr aunque él no lo estuviera. Mientras Petyr se recuperaba, Lysa se acostó con él haciéndose pasar por Catelyn. Durante los siguientes días siguieron acostándose hasta que Lysa quedó embarazada. Cuando Hoster Tully se enteró de ello expulsó a Petyr de Aguasdulces y obligó a Lysa a abortar prohibiendo que se casaran.
Cuando Lysa se casa con Jon Arryn, Señor del Valle, lo persuade para que nombre a Petyr como supervisor de aduanas de Puerto Gaviota. El éxito de Petyr en esta función hace que Jon Arryn lo nombre Consejero de la Moneda cuando se convierte en Mano del Rey de Robert Baratheon. Petyr prospera mucho en la ciudad y adquiere la propiedad de varios prostíbulos en Desembarco del Rey.

### Juego de tronos
Petyr forma parte del Consejo Privado del rey Robert cuando Eddard Stark se convierte en Mano del Rey. Desde un principio Eddard desconfía de las intenciones de Petyr a quien considera un advenedizo ambicioso y sin honor. Cuando Catelyn llega a Desembarco del Rey, Petyr se la hace llegar a uno de sus burdeles y le informa de quién es el puñal con el que un sicario intentó asesinar a Eddard Stark: Petyr afirma que ese puñal le perteneció pero que lo perdió en una apuesta con Tyrion Lannister.
Eddard dimite como Mano del Rey al no estar de acuerdo en el asesinato de Daenerys Targaryen, entonces Petyr se le acerca ofreciéndole información sobre una prostituta de su burdel con la que Jon Arryn habló antes de morir. Al salir del burdel son atacados por Jaime Lannister y sus hombres en represalia por el arresto de Tyrion.
Cuando se produce la muerte del rey Robert, Petyr aconseja a Eddard que se haga con el Trono de Hierro, arreste a la reina Cersei Lannister y se proclame regente y así poder tener al joven Joffrey Baratheon bajo su control. Eddard se niega argumentando que el heredero legítimo es Stannis Baratheon y le pide ayuda para poner a la guardia de la capital bajo su control; Petyr acepta. Cuando Eddard y sus hombres se dirigen al Trono de Hierro para poner bajo arresto a la reina Cersei y a Joffrey, se descubre que Petyr ha traicionado a Ned y ha sobornado a la guardia para que se ponga a favor de Joffrey. Eddard es arrestado y después ejecutado por orden del rey Joffrey.

### Choque de reyes
Tyrion Lannister es nombrado Mano del Rey en funciones por Tywin Lannister y llega a Desembarco del Rey. Después del asesinato de Renly Baratheon, Tyrion planea forjar una alianza entre las casas Lannister y Tyrell, de modo que envía a Petyr a Puenteamargo para que concierte una alianza, proponiendo casar al rey Joffrey con Margaery Tyrell. Petyr tiene éxito y regresa a la capital durante la Batalla del Aguasnegras cuando un ejército Lannister-Tyrell derrota a Stannis Baratheon.
En recompensa por su lealtad y sus éxitos, el Trono de Hierro proclama a Petyr como Señor de Harrenhal y de las Tierras de los Ríos, en sustitución de la exiliada Casa Tully que ha decidido aceptar a Robb Stark como Rey en el Norte. Petyr adquiere el título de lord aunque su nuevo señorío se halla en manos de Roose Bolton por lo que no puede acudir a tomar posesión de su recién adquirido bastión.
Petyr aprovecha también para incrementar el número de espías en la corte de la reina Cersei al introducir a los tres hermanos Kettleblack como sicarios personales de la reina. Petyr también comienza a interesarse por Sansa Stark, de quien está enamorado por su parecido con su amada Catelyn.

### Tormenta de espadas
Es Petyr quien informa a Tywin Lannister de que los Tyrell planean casar a Sansa con Willas Tyrell. Lord Tywin frustra esto casando a Sansa con su hijo Tyrion. Después hace pasar a Jeyne Poole, la mejor amiga de Sansa a la que ha estado reteniendo desde la muerte de Eddard Stark, por Arya Stark para que se case con el hijo bastardo de Roose Bolton. De esa manera consolida la alianza entre el Trono de Hierro y la Casa Bolton.
Debido a su estatus como nuevo Señor de las Tierras de los Ríos, Petyr se ofrece para casarse con Lysa Tully y de esa manera hacer que el Valle de Arryn vuelva a jurar fidelidad al Trono de Hierro; Tywin acepta. Antes de marcharse rescata a Sansa Stark aprovechando la confusión del asesinato del rey Joffrey Baratheon. Mediante Dontos Hollard, Petyr consigue que Sansa llegue sana y salva a los muelles de Desembarco del Rey y parta junto a él hacia el Valle. Antes de partir ordena matar a Dontos para evitar que este difunda la huida de Sansa en una de sus borracheras. Tal y como le cuenta a Sansa, él y Olenna Tyrell fueron los responsables de la muerte del rey Joffrey utilizando la redecilla del pelo de Sansa para ocultar el veneno, aunque no desvela los exactos motivos por los que hizo esto.

Tener siempre a tus enemigos confundidos. Si nunca están seguros de lo que eres o lo que quieres, ellos no pueden saber lo que harás a continuación. A veces la mejor manera de desconcertarlos es hacer movimientos que no tienen ningún propósito.
Petyr Baelish

Al llegar al Valle, Petyr insta a Sansa a hacerse pasar por su hija bastarda con el nombre de Alayne Piedra, de ese modo nadie sabrá que es la hija superviviente de Eddard Stark. Tras reencontrarse con Lysa se casan de inmediato. Petyr comienza a ver a Sansa cada vez más hermosa y en un determinado momento la besa, viéndolo todo Lysa. En un arranque de celos, Lysa confronta a Sansa y trata de empujarla por la Puerta de la Luna, aunque Petyr llega justo a tiempo para impedirlo. Pensando Lysa que Petyr estaba allí para consolarla, él le desvela que la única mujer a la que ha amado es su hermana Catelyn, tras eso la arroja por la Puerta de la Luna. El asesinato fue atribuido a un bardo llamado Marillion.
Antes de morir, Lysa desvela que ella asesinó a Jon Arryn instigada por Petyr cuando este le dijo que Lord Jon pretendía enviar al pequeño Robert Arryn como pupilo de Stannis Baratheon.

### Festín de cuervos
Tras la muerte de Lysa, Petyr se proclama Lord Protector del Valle y tutor del nuevo señor del Valle, Lord Robert Arryn. Los señores del Valle se niegan a aceptarlo y reúnen un ejército con el que sitian el Nido de Águilas. Petyr los llama a parlamentar, acudiendo los señores de las casas Royce, Waynwood, Corbray, Hunter, Redfort, Belmore y Templeton. Petyr logra convencerlos de que le den un año de prueba para gobernar el Valle y como tutor de Robert, y que si una vez traspasado ese plazo no ha logrado ganarse sus simpatías, renunciará sin más presiones. Después y ya a solas, le revela a Sansa que ha logrado comprar a Ser Lyn Corbray para que le informe de los planes de los señores del Valle.
Al mismo tiempo, Petyr le cuenta a Sansa la historia sobre Harrold Hardyng, quien según él es el heredero de la Casa Arryn y el próximo Señor del Valle si Robert Arryn llegara a morir sin herederos (cosa probable debido a que es un niño enfermizo y débil), Petyr también le confirma sus planes de casarla a ella con Harrold Hardyng y después revelar su verdadera identidad como Sansa Stark, de esa forma podrá reclamar el Norte.

## Adaptación televisiva

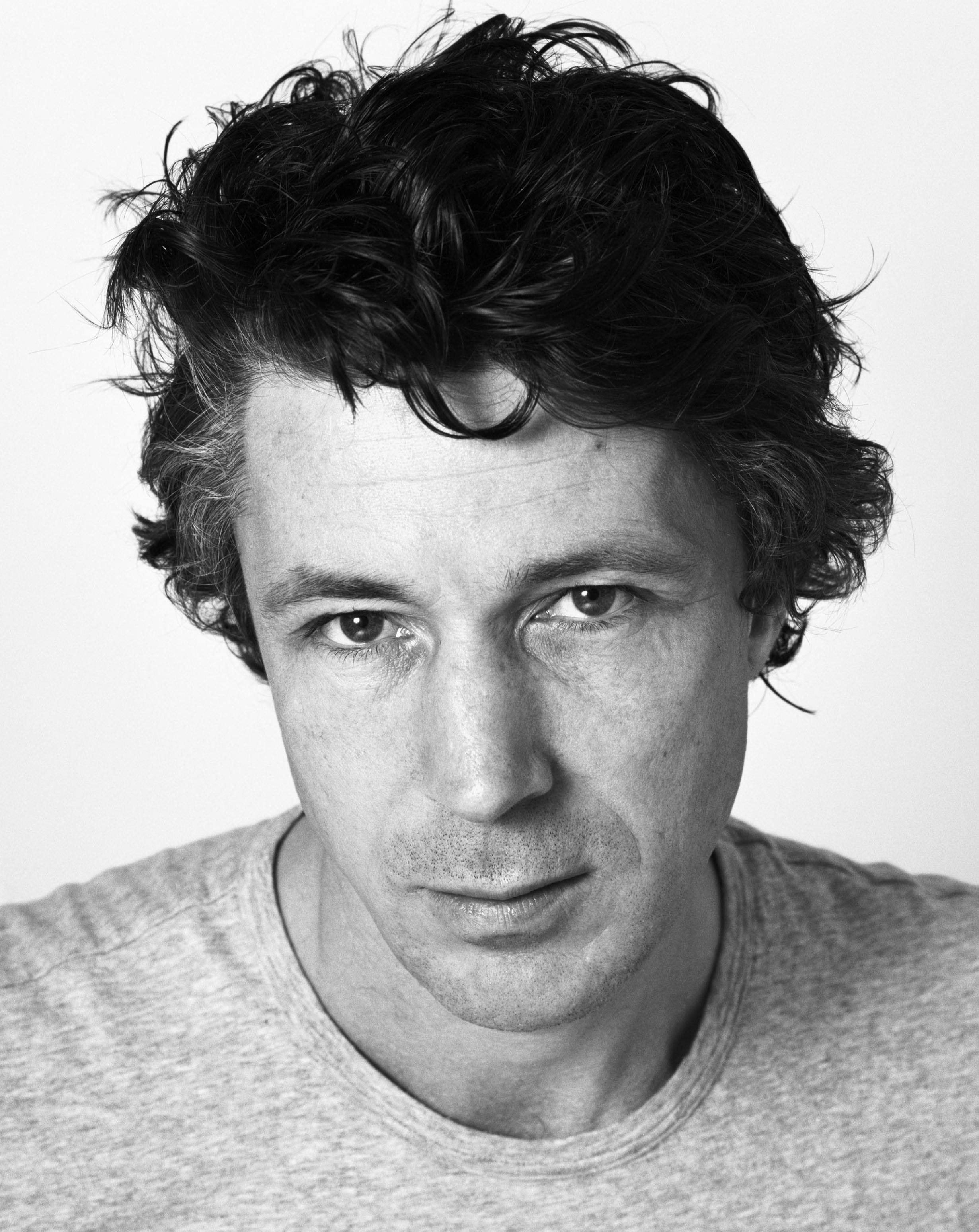
Aidan Gillen interpreta a Petyr.

El actor Aidan Gillen interpretó a Petyr desde la primera temporada hasta su salida de la serie en la séptima.